# Khorchins

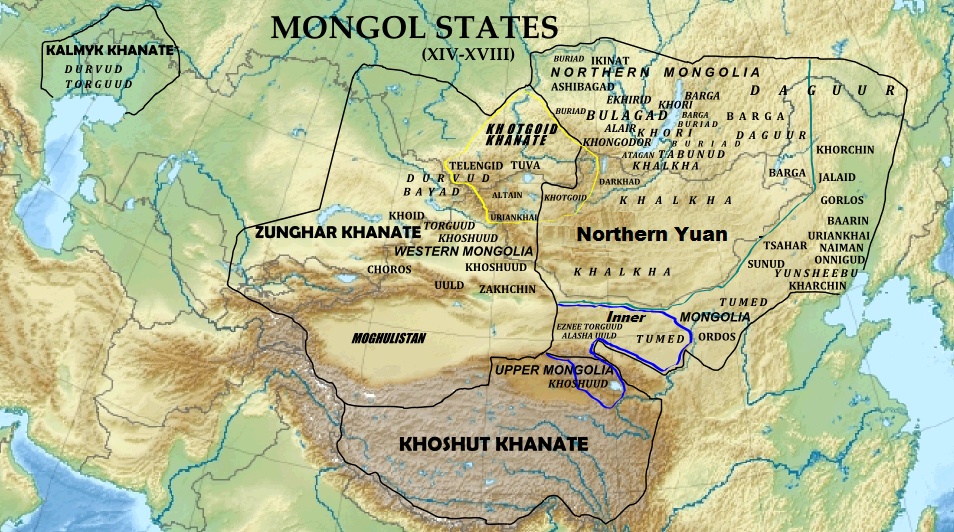
Division des Khanats Mongols entre au XVIIe, les Khorchin sont au Nord-Est

Les Khorchins (mongol bichig : ᠬᠤᠷᠴᠢᠨ, VPMC : Qorčin ; mongol cyrillique : Хорчин, Khorchin) sont les habitants d'un royaume mongols, ils vivant principalement à l'Est de la chaîne de montagne du petit Khirgan et à l'ouest de la rivière Songhua.
Leur langue est le Khorchin.
En 1624, il se soumettent aux Toungouses de la dynastie des Jīn postérieurs dirigés par Nurhachi.